# Tobias Kamke
Tobias Kamke (ur. 21 maja 1986 w Lubece) – niemiecki tenisista.

## Kariera tenisowa
W gronie profesjonalistów od 2004 roku.
W dotychczasowej karierze, oprócz zwycięstw w zawodach kategorii ITF Futures, Kamke odniósł 8 triumfów w turniejach z cyklu ATP Challenger Tour. Najlepszym wynikiem Niemca w rozgrywkach wielkoszlemowych jest 3 runda Wimbledonu 2010, gdzie został pokonany przez Jo-Wilfrieda Tsongę.
Najwyższą pozycją Niemca wśród singlistów w rankingu ATP jest 64. miejsce (31 stycznia 2011), a deblistów 144. pozycja (21 września 2015).

### Zwycięstwa w turniejach ATP Challenger Tour w grze pojedynczej
| Końcowy wynik | Nr | Data | Turniej      | Nawierzchnia  | Przeciwnik         | Wynik finału  |
| ------------- | -- | ---- | ------------ | ------------- | ------------------ | ------------- |
| Zwycięzca     | 1. | 2010 | Granby       | Twarda        | Milos Raonic       | 6:3, 7:6(4)   |
| Zwycięzca     | 2. | 2010 | Tiburón      | Twarda        | Ryan Harrison      | 6:1, 6:1      |
| Zwycięzca     | 3. | 2011 | Loughborough | Twarda (hala) | Flavio Cipolla     | 6:2, 7:5      |
| Zwycięzca     | 4. | 2012 | Pétange      | Twarda        | Paul-Henri Mathieu | 7:6(7), 6:4   |
| Zwycięzca     | 5. | 2013 | Pétange      | Twarda        | Paul-Henri Mathieu | 1:6, 6:3, 7:5 |
| Zwycięzca     | 6. | 2014 | Fürth        | Ceglana       | Íñigo Cervantes    | 6:3, 6:2      |
| Zwycięzca     | 7. | 2015 | Liberec      | Ceglana       | Andrej Martin      | 7:6(6), 6:4   |
| Zwycięzca     | 8. | 2016 | Kazań        | Twarda (hala) | Asłan Karacew      | 6:4, 6:2      |